# Petrus Josephus van Munnekrede
Petrus Josephus van Munnekrede, nizozemski general, * 1878, † 1948.